# رمزي رعد
رمزي رعد، هو رئيس مجلس الإدارة في وكالة "تي بي دبليو إيه رعد الشرق الأوسط". رمزي من أصل لبناني، خريج الجامعة الأميريكية في بيروت.
وهو مؤسس لـ"رابطة الإعلان الخليجية" و" منتدى الشرق الأوسط للبحوث" ومؤسس "رابطة وكالات الإعلان في الشرق الأوسط".

## حياته العمليّة
بدأ حياته العمليّة في مجال الإعلان عام 1967، وخلال 12 عاماً نجح في توسيع أول شبكة وكالة إعلان إقليمية إلى الكويت ومن ثم إلى البحرين.
طيلة 40 عاما كان رمزي رعد رائدا في مجال صناعة الإعلان في منطقة الشرق الأوسط و شمال أفريقيا .
كان رعد من أوائل اللبنانيين الذين ينتقلون إلى منطقة الخليج حيث استقر في دبي، وانتخب رعد في عام 1998 رئيساً لقسم الإمارات في وكالة الإعلان الدولية، وخلال رئاسته أطلق أول مسابقة للإبداع الإعلاني في المنطقة عام 1990.

## مساهماته
ساهم رمزي في تنظيم أول اجتماع للجنة التنفيذية الدولية للجمعية الدولية للإعلان في دبي، وقاد الفرع وفوداً كبيرة إلى المؤتمر الدولي للجمعية الدولية للإعلان في سيدني بأستراليا في العام 1988، وإلى مؤتمر "أدفيستا" Advista Arabia) ) في القاهرة العام 1989، وإلى مؤتمر الإعلان الآسيوي الذي عقد في لاهور بباكستان في العام 1989. وبعد ذلك انتخب رمزي نائباً للرئيس العالمي للجمعية الدولية للإعلان ومديرها الإقليمي لمنطقة الشرق الأوسط وإفريقيا في العام 1991.
أسس رمزي وكالة "تي بي دبليو ايه رعد الشرق الأوسط" في سبتمبر (أيلول) من العام 1999، التي سرعان ما تطورت لتصبح واحدة من أكبر خمس وكالات إعلان في الشرق الأوسط، وهي اليوم شبكة وكالات إعلان منتشرة في كل من دبي، أبوظبي، جدة، الرياض، الكويت، البحرين، قطر، عمان، مصر، الأردن، لبنان، الجزائر والمغرب. وتضم هذه الشبكة شركة "كيتشوم الشرق الأوسط" للعلاقات العامة و"تاكيلا الشرق الأوسط" للترويج والإعلان عبر الوسائل الإلكترونية.
دخل رعد عام 1999 قائمة أكثر الشخصيات نفوذاً في العالم العربي التي تعدّها مجلة "أريبيان بزنس"، ومنحته "دبي لينكس" جائزة رجل الإعلان الأول للعام 2010. 